# Givehøje
Die Givehøje sind zwei Ost-West orientierte Langhügel vom „Typ Konens Høj“ (Frauenhügel – benannt nach einem Fundort) aus den Anfängen der dänischen Jungsteinzeit (etwa 3750–3500 v. Chr.). Sie liegen nordöstlich von Bryrup, zwischen den Dörfern Them und Vinding in Jütland in Dänemark. In Dänemark löst die neolithische Trichterbecherkultur (TBK), die die Hügel errichtete, etwa um 4000 v. Chr. die Ertebølle-Kultur der mittelsteinzeitlichen Jäger und Sammler ab.

## Beschreibung
Die Givehøje sind 47 m lang, bis zu 7,5 m breit und (durch Erosion nur noch) etwa einen Meter hoch. Dies ist eine normale Länge. Die Hügel können auch über 100 m lang sein. Der „Langdos“ bei Thisted ist mit 132 m Dänemarks längster Grabhügel dieses Typs. Die Hügel waren am Fuß durch eine Steinreihe eingefasst. Insbesondere die Seiten des südlichen Langhügels zeigen mehrere massive Steine, die wahrscheinlich Reste einer Einfassung sind. Die Oberfläche der Hügel ist uneben. Das kann eine Folge davon sein, dass die Holzkammern zusammengebrochen sind. Die Hügel wurden bereits 1880 unter Schutz gestellt.

## Kontext
Die Givehøje wurden nicht ausgegraben, aber ihre Inhalte und Strukturen sind von anderen Fundplätzen her bekannt (Salten und Rustrup nördlich der Givehøje, sowie „Rude Strand“ und „Hørret Skov“). Die Hügel von Salten und Rude Strand enthielten Kupferplatten, die die frühesten Metallfunde Dänemarks darstellen und im Bereich der TBK den regionalen Beginn des Baus von Langhügeln einleiten. In der frühen Jungsteinzeit bestehen jedoch noch große regionale Unterschiede bei der Bestattungssitte. In Polen und in der Elbe-Saale Region sind die unter dem Namen Anlagen vom Niedźwiedź-Typ (NTT) bekannten Pfostenbauten (darunter auch Langhügel) verbreitet. Langhügel enthalten typischerweise mehrere aufeinander folgenden Bestattungen. Die Grabkammern sind aus Holz oder haben steinerne Seitenwände und Holzdecken.